# Scott McGehee
Scott McGehee (nascut el 20 d'abril de 1962) és un cineasta nord-americà. És llicenciat a la Columbia University i va fer treballs de postgrau al departament de Retòrica a la UC Berkeley. Va néixer a Califòrnia, i actualment resideix a la ciutat de Nova York. McGehee és obertament gai.
Ell és la meitat d'una llarga associació d'escriptura i direcció amb el cineasta David Siegel. Cap dels dos va assistir a l'escola de cinema. Va guanyar el premi a la millor direcció al XXVII Festival Internacional de Cinema Fantàstic de Sitges.

## Filmografia
| Any  | Títol            | Director | Productor | Guionista |
| ---- | ---------------- | -------- | --------- | --------- |
| 1994 | Suture           | Sí       | Sí        | Sí        |
| 1999 | Lush             | No       | Sí        | No        |
| 2001 | The Deep End     | Sí       | Sí        | Sí        |
| 2005 | Bee Season       | Sí       | No        | No        |
| 2008 | Uncertainty      | Sí       | Sí        | Sí        |
| 2012 | What Maisie Knew | Sí       | No        | No        |
| 2021 | Montana Story    | Sí       | Sí        | Sí        |

Productor executiu
- The Business of Strangers (2001)